# Glenea rubripennis
Glenea rubripennis là một loài bọ cánh cứng trong họ Cerambycidae.